# 虞家泰
虞家泰，清朝政治人物，浙江省紹興府上虞縣人，同进士出身。
道光二十年（1840年），登进士，授吏部主事。